# Gli invasori della base spaziale
Gli invasori della base spaziale (Sûpâ jaiantsu - Uchûtei to jinkô eisei gekitotsu), conosciuto anche con il titolo L'invincibile Spaceman, è un film del 1957 diretto da Teruo Ishii.
Film di fantascienza giapponese con protagonista Ken Utsui nei panni di Spaceman.

## Trama
Spaceman viene inviato sulla Terra dal natio pianeta Emerald per combattere contro degli extraterrestri giunti sul nostro pianeta con l'obiettivo di distruggerlo. Nascondendosi tra la gente comune, si avvalgono di un'arma atomica estremamente potente. Spaceman sconfiggerà i perfidi alieni prima di ritornare sul suo pianeta di origine.

## Produzione
Il film è un condensato di 79 minuti di produzione franco-italiana, dei primi due episodi della serie di cortometraggi, originariamente della durata di 49 e 52 minuti, del supereroe Spaceman (conosciuto in giapponese come Sūpā Jaiantsu) interpretato da Ken Utsui.